# 月山富田城
月山富田城為日本古代城郭之一，位於現今島根縣安來市廣瀨町。

## 概要
月山富田城是古代出雲國守護的居城。戰國期間，尼子家以此為根據地，並曾一度佔領鄰近11個國。在第二次月山富田之戰中，尼子家為毛利家所滅，而月山富田城亦成為了毛利家的領地。慶長5年（1600年），堀尾吉晴成為城主。慶長16年（1611年），堀尾忠晴將據點轉移到松江城，月山富田城亦從此荒廢。

## 歷代城主
- 佐佐木義清
- 佐佐木泰清
- 富田義泰
- 富田師泰
- 富田秀貞
- 吉田厳覚
- 富田秀貞
- 山名師義
- 山名時義
- 山名満幸
- 塩冶師高
- 京極高詮
- 尼子持久
- 尼子清定
- 尼子経久
- 尼子晴久
- 尼子義久
- 福原貞俊
- 口羽通良
- 天野隆重
- 毛利元秋
- 毛利元康
- 吉川元春
- 吉川広家
- 堀尾吉晴
- 堀尾忠晴

## 關連項目
- 月山富田城之戰
- 白鹿城
- 八岐大蛇

## 外部連結
- 安來市觀光
  - 「富田城略年表」